# Grant Smith
Grant Smith, né le 20 avril 1971 à Canberra, est un joueur australien de hockey sur gazon.

## Biographie
Grant Smith remporte aux Jeux olympiques d'été de 1996 à Atlanta la médaille de bronze avec l'équipe nationale. 